# Horvátország
Horvátország (hivatalosan Horvát Köztársaság, horvátul: Republika Hrvatska) délkelet-európai állam a Balkán-félszigeten. Északnyugatról Szlovénia, északról Magyarország, keletről Szerbia, valamint Bosznia-Hercegovina, délkeleten pedig egy rövid szakaszon Montenegró határolja. Délnyugaton az Adriai-tenger alkotja természetes határát. Az ország területe nem folytonos, Brezovica Žumberačka közelében két horvát enklávé található szlovén területen.
Fővárosa Zágráb, amely az ország politikai, kulturális, tudományos és gazdasági központja. További nagyobb városok Split, Rijeka (Fiume) és Eszék (Osijek). A történelem során a legjelentősebb kulturális hatások a közép-európai és mediterrán kultúrkörből származtak.
A második világháború után Jugoszlávia része volt, majd az államalakulat felbomlása után 1991-ben kikiáltotta a függetlenségét.
Horvátország az alábbi nemzetközi szervezeteknek a tagja: ENSZ, Európa Tanács, NATO, Kereskedelmi Világszervezet, CEFTA. 2013. július 1. óta az Európai Unió tagja, 2023. január 1-jétől a schengeni övezet, valamint az eurózóna része.

## Földrajz

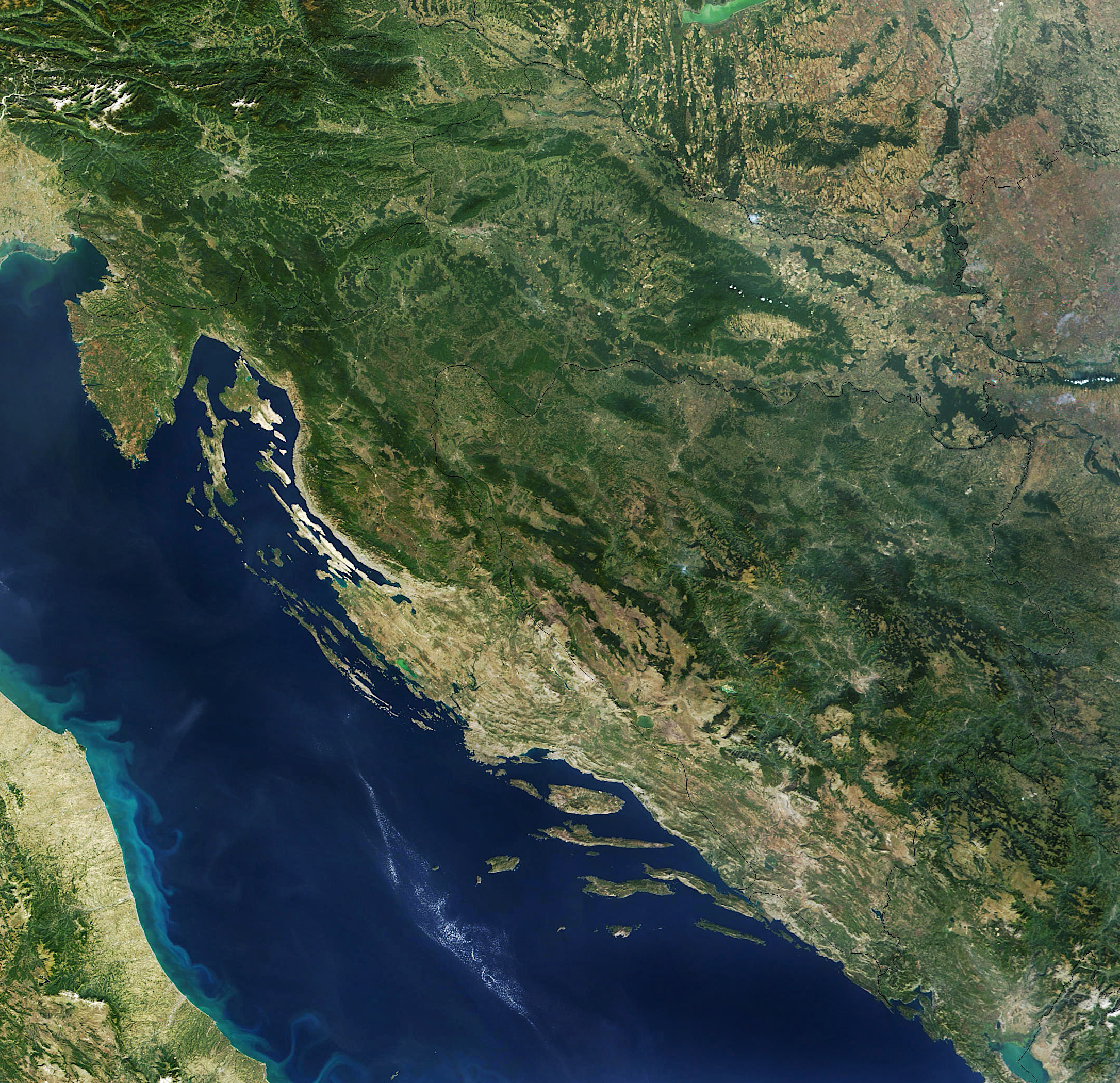
Műholdfelvétel

Az ország a Balkán-félsziget északnyugati részén fekszik. Északnyugatról Szlovénia, északról Magyarország, keletről Szerbia, valamint Bosznia-Hercegovina, délkeleten pedig egy rövid szakaszon Montenegró határolja. Délnyugaton az Adriai-tenger alkotja természetes határát. A hosszú tengerpart az ország különlegessége. Szlovéniával vitában áll a tengeri határait illetően.
Geopolitikai szempontból két fő részre osztható:
- Belső-Horvátország (Panonska Hrvatska)
- Adriai Horvátország (Jadranska Hrvatska)

### Éghajlata
Az ország éghajlata a belső vidékeken mérsékelt kontinentális, száraz és forró nyár, hideg, csapadékos tél jellemzi. A hegyekben jellegzetesen hegyvidéki klíma uralkodik hűvös nyárral és hóban gazdag, hideg téllel. A tengerpartokon mediterrán az éghajlat: forró és száraz nyár, enyhe és csapadékos a tél a partvidéken.

### Domborzat
A szeszélyes határoktól közrefogott ország alakja a térképen ferde „n” betűhöz hasonlít. A táj az ország kis területe ellenére változatos.
Legmarkánsabban kirajzolódó tájegységei:
- A Dráva-Száva-vidék (Nizinska Hrvatska) Szávától északra eső részét Szlavóniának, illetve Dráva-Száva közének is nevezik. A területen alföldet és dombvidéket egyaránt találunk. Fő tájegységei nyugaton a Zágrábi-medence (Zagrebačka kotlina) és a Horvát-középhegység (Zagorje), keleten a Szlavón-röghegység (Slavonske planine), a Drávamenti-síkság (Podravska ravnica) és az Alsó-Száva-síkság (Posavska ravnica). A fiatal beltengeri-tavi üledékekből álló szelíd halomvidékből az Alpok végső nyúlványai és a kristályos alapzat rögei (Medvednica, Papuk stb.) középmagas szigethegységek formájában bukkannak felszínre.[9]
- Az északnyugat–délkelet irányú Dinári-hegység (Dinaridi) északon kettéosztja az országot, délebbre hosszú szakaszon vonulatai mentén fut Horvátország és Bosznia-Hercegovina határa. A bosnyák határ mentén emelkedik az ország legmagasabb pontja, a Dinara (1831 m), amely az egész hegység legmagasabb csúcsa és névadója. A mészkőhegységben változatos felszíni és felszín alatt karsztformák figyelhetők meg. A hegyvonulat átlagos magassága 1000–1500 m, legnyugatibb láncai a tengerpartot szegélyezik. A hegység horvátországi szakaszának két fő tájegysége Gorski Kotar és Lika hegyvidéke.
- Horvát tengerpart vagy Horvát Adria (Hrvatska obala): az Adriai-tenger horvátországi partvidéke szárazföldön 1778 km partvonalat jelent, de ha a szigetek kerületét is figyelembe vesszük, összesen 5835 km. A Horvát Adria szigeteinek száma 1185, szigetpartjainak hossza 4057 km. Horvátország legnagyobb szigetei: Krk, Cres, Brač, Hvar, Pag, Dugi Otok és Rab. A lakott szigeteinek száma 66. Az ország legnagyobb öblei a Kvarner-öböl, és a Šibeniki–öböl. A horvát tengerparthoz két nagy félsziget is tartozik: északi részén az Isztriai-félsziget, déli részén, Split és Dubrovnik között a Pelješac-félsziget. Az Adria-part észak–dél irányban fokozatosan mélyül, átlagos mélysége 250 m, legmélyebb pontja 1330 m. Mélysége északon átlagosan 20–50 m között mozog. A víz sótartalma jellegzetesen magas, északon 31-33‰, délen 38‰. A horvát Adria-part karsztos part, a világ legjobban tagolt tengerpartja. Idegenforgalmi szempontból a horvát Adria alapvetően három nagyobb részre osztható: Isztriai-félsziget, Kvarner-öböl és Dalmácia tengerpartja.

### Vízrajz

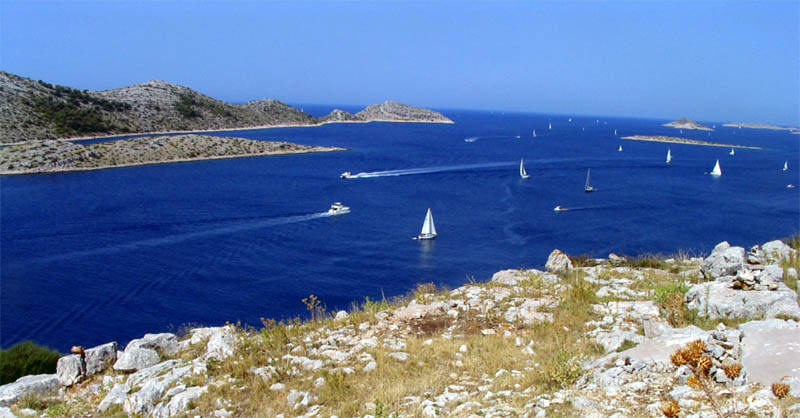
A Kornati Nemzeti Park

Az ország tengeri felségvizeinek felszíne 31 067 km². Folyóit tekintve az ország északi része vizekben gazdag: a Dráva-Száva-vidéken a Duna (188 km), a Dráva (505 km), és a Száva (562 km) jelentős. A hegyvidékekről a Kulpa, a Mura és a Neretva folyók gyűjtik össze a kisebb patakok vizeit. A tengerparton csak kevés és többnyire kisebb folyó található, mint a Mirna, a Krka, a Zrmanja és a Cetina.
Az országban körülbelül harminc természetes tó van, közülük a legnagyobbak: a Vranai-tó (Vransko jezero) Zárától délre (30 km²) és a Perucko-tó Splittől északra (13 km²). Jelentős tavai még: a Dráva-víztározók (kb. 30 tó) és a Krusčicai-víztározó.

### Élővilág, természetvédelem

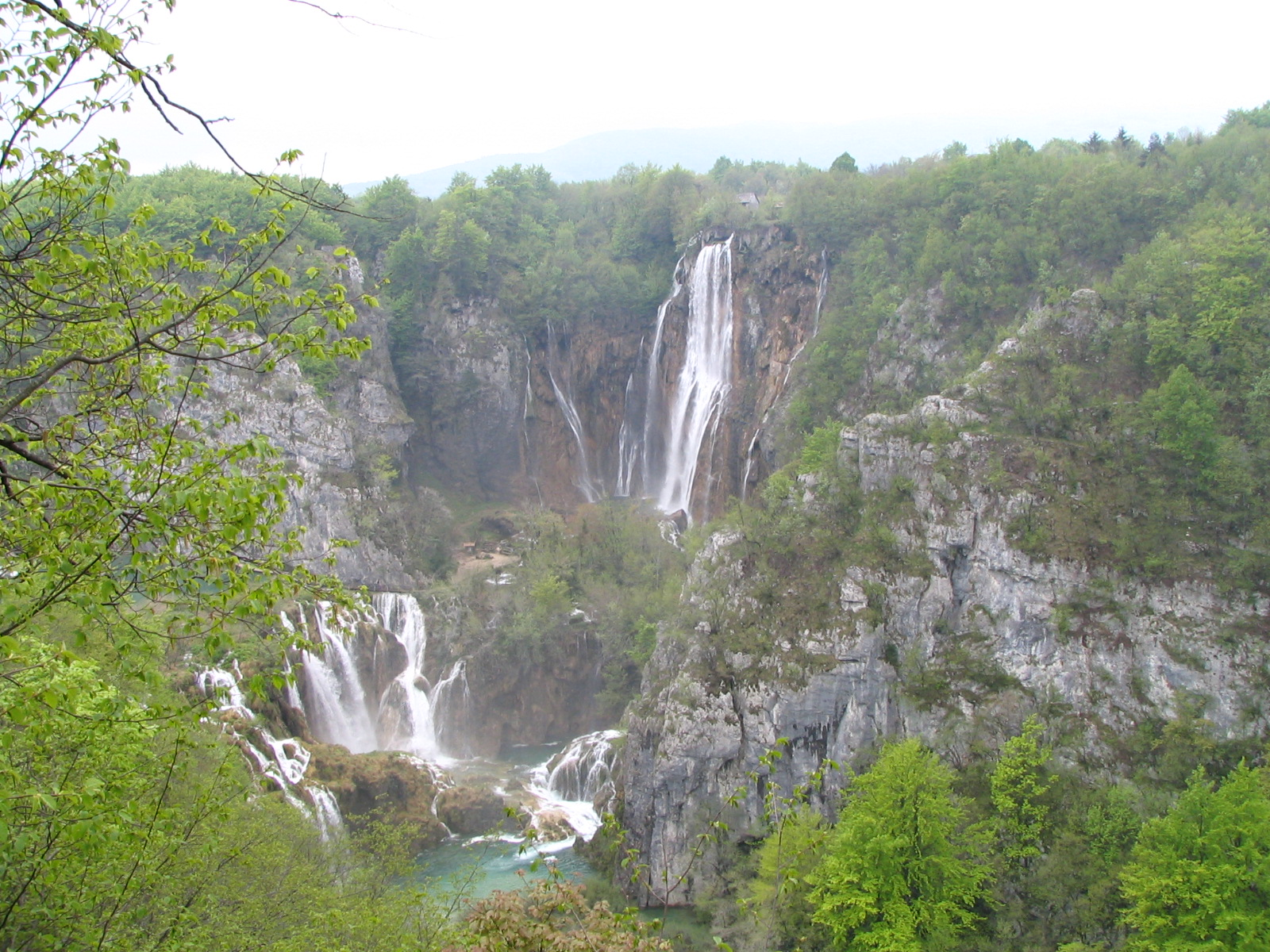
Plitvicei-tavak vízesése

Az ország természetes növénytakaróját az Adriai-tenger partvidékén keménylombú erdők, magasabban mediterrán fenyvesek alkották. A magyaltölgy, aleppói fenyő, virágos kőris, illetve feketefenyő alkotta természetes állományaik helyén ma sok területen másodlagos cserjések, sziklakopárok vannak. A partvidéktől beljebb, illetve a hegyeken tölgyfajok alkotta szubmediterrán lombhullató erdők voltak. Állományaikat részben kivágták, részben degradálódtak, helyükön cserjések vagy intenzív mezőgazdasági művelés alatt álló területek alakultak ki. 
Faunája jellegzetesen európai, tipikus dél-európai fajokkal. A ragadozók közül él itt farkas, aranysakál, barna medve stb. Madárvilágában jellegzetesek a magashegyi és parti madarak. A farkos kétéltűek közül jellegzetes a barlangi gőte és a fekete szalamandra. A kígyók közül előfordul a balkáni haragossikló, a négycsíkos sikló, a leopárdsikló, a homoki vipera. 

#### Természetvédelmi területek
Természetvédelmi területekben igen gazdag ország.
Az országban nyolc nemzeti park található. Három a szigeteken (Kornati , Brioni és Mljet). Kettő a Karszton (Krš) (Plitvicei-tavak és a Krka Nemzeti Park), kettő a Velebit-hegységben.
Ezeken túl 2020 táján tíz természeti parkja, két szigorúan védett rezervátuma, hetvennégy különlegesen védett rezervátuma, nyolcvan természeti emlékhelye, harminckét védett tájegysége, harminchat parkerdeje van.

#### Természeti világörökség
- Plitvicei-tavak Nemzeti Park 1949 óta nemzeti park, 1979-től világörökség. Erdős hegyvidéken sok tó, barlangok, változatos állat- és növényvilág.

## Történelem
Az ún. fehér horvátokat a 7. század végén Hérakleiosz bizánci császár hívta mai területükre, hogy segítsenek neki az avarok elleni harcban.
I. Tomiszláv volt az első uralkodó 925-ben. Megalapította a Horvát királyságot. A független horvát királyság IV. Péter Krešimir uralkodása alatt (1058-1074) érte el fénykorát.
Magyarország és Horvátország több mint 800 éves közös történelemre tekint vissza, lévén, hogy 1091 és 1918 között Horvátország reálunióban volt a Magyar Királysággal (→ Pacta conventa), a magyar királyok mindig felvették és viselték a horvát király címet is.
1918-ban, az első világháború után rövid időre a szlovének, horvátok és szerbek államszövetségéhez kapcsolódott, amely kikiáltotta függetlenségét Ausztria-Magyarországtól, majd társalapítója a Szerb-Horvát-Szlovén királyságnak (1929-től Jugoszláv Királyság). A második világháború alatt rövid ideig fasiszta bábállamként létezett. 
1945-ben a Jugoszláv Szocialista Szövetségi Köztársaság egyik alapító tagja lett. Fennállásának kezdetén ez az állam a Szovjetunió által uralt keleti blokkkal szövetséges volt, bár nem csatlakozott a Varsói Szerződéshez. 1991-ben, a többpárti politika és a demokrácia bevezetését követően Horvátország (Szlovéniával együtt) kikiáltotta függetlenségét Jugoszláviától, és független szuverén állammá vált. A jugoszláv szövetségi kormány nem volt hajlandó elismerni ezt a nyilatkozatot, és háborút indított a szövetségi állam megőrzése érdekében. A háború után 2004-ben megszerezte az Európai Unió tagjelölt státuszát, majd 2013-ban az EU, 2023-ban pedig az eurózóna és a schengeni övezet tagja lett.

## Politika és közigazgatás

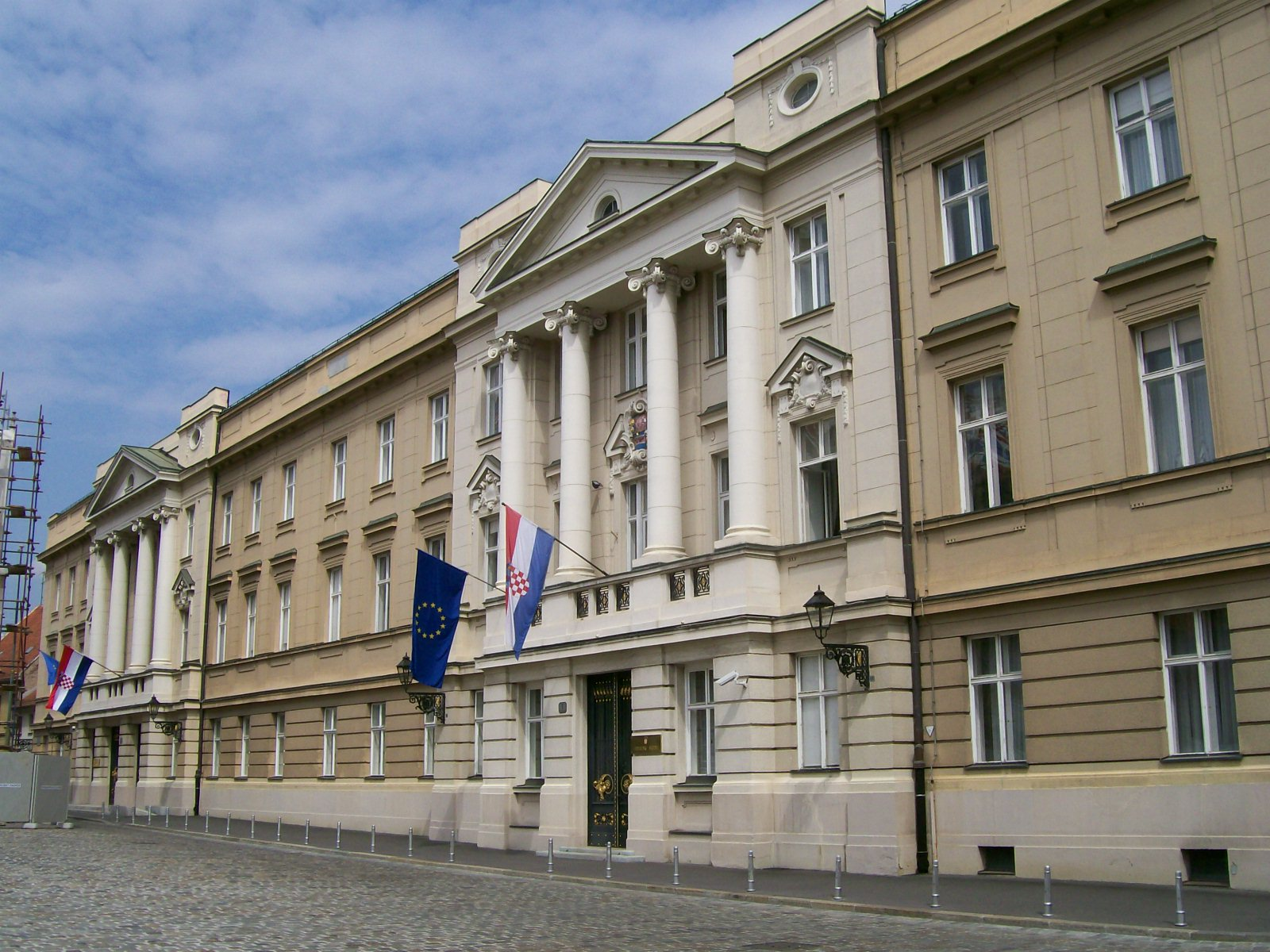
A parlament épülete

### Alkotmány, államforma
Horvátország parlamentáris köztársaság.

### Törvényhozás, végrehajtás, igazságszolgáltatás

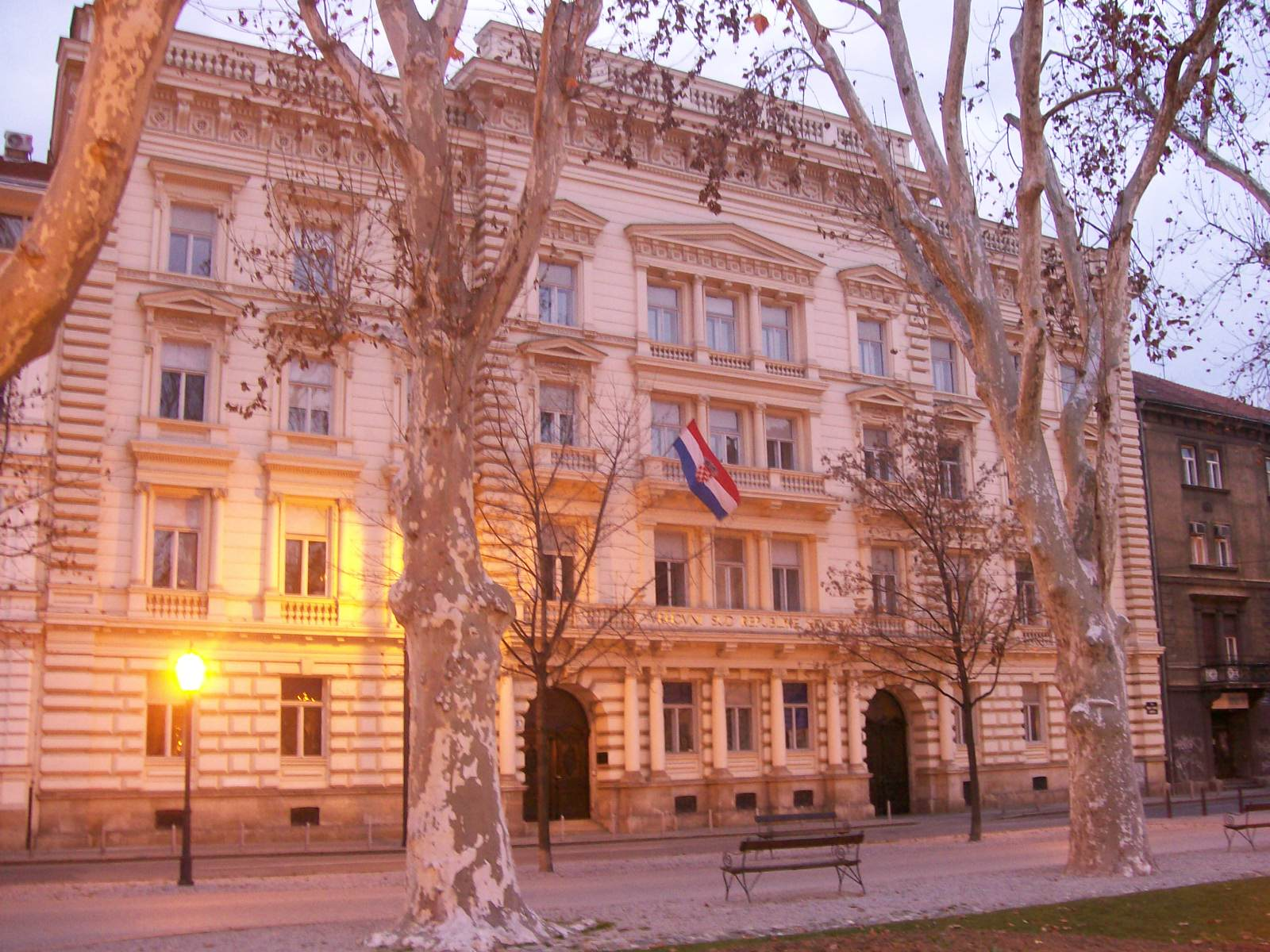
A legfelsőbb bíróság épülete

Az államfő a köztársasági elnök (Predsjednik), akit 5 évre választanak. Ő a hadsereg parancsnoka, az ő hatáskörébe tartozik kijelölni a miniszterelnököt, és egy kevés befolyása van a külügyekre is.
A horvát parlament, a szábor egykamarás törvényhozó szerv 160 fővel, amelynek tagjait 4 évente népszavazással választják. Ülésszakot január 15. és július 15. között, valamint szeptember 15-től december 15-ig tartanak.
A horvát kormány (Vlada RH) vezetője a miniszterelnök, 2 miniszterelnök-helyettessel és 14 miniszterrel dolgozik, mindegyik saját tárcával rendelkezik.
Horvátországban háromtáblás bírósági rendszer van: Legfelsőbb Bíróság, Megyei Bíróság, és Községi Bíróság. Az alkotmánnyal kapcsolatos ügyekben az Alkotmánybíróság dönt.

### Politikai pártok
| - Horvát Szociáldemokrata Párt (SDP – Socijaldemokratska partija) - Horvát Demokratikus Közösség (HDZ – Hrvatska demokratska zajednica) - Horvát Szociálliberális Párt (HSLS – Hrvatska socijalno liberalna stranka) - Horvát Jogok Pártja dr. Ante Starčević (HSP – Hrvatska stranka prava) - Horvát Néppárt (HNS – Hrvatska narodna stranka) - Autohton Horvát Jogok Pártja (A-HSP – Autohtona hrvatska stranka prava) - Horvát Parasztpárt (HSS – Hrvatska seljačka stranka) - Isztriai Demokratikus Gyűlés (IDS – Istarski demokratski sabor) - Dalmáciai Akciópárt (DA – Dalmatinska akcija) - Demokrata Központ (DC – Demokratski centar) - Horvát Tiszta Jogok Pártja (HČSP – Hrvatska čista stranka prava) |

### Jogállamiság
A közigazgatás korrupciója, klientelizmusa, összeférhetetlensége különösen szembetűnő az országos és helyi közbeszerzési eljárásokban.
A közvélemény-kutatások alapján a kormánnyal és a parlamenttel szemben is alacsony a közbizalom. Az Eurobarométer 2016 és 2020 közötti közvélemény-kutatási adatai szerint Horvátországban volt a legalacsonyabb a közbizalom a bíróságok és a bírák iránt. A horvát cégvezetők kevesebb mint 20%-a gondolta úgy, hogy az igazságszolgáltatás független a politikai vagy magánérdekek beavatkozásától.
2021 elején Zdravko Mamić  futballmenedzser, miután a Legfelsőbb Bíróság megerősítette elítélését adócsalás és sikkasztás miatt, nyilvánosan megvádolt több bírót az ügyében azzal, hogy kenőpénzt követeltek tőle. Ez számos fegyelmi vizsgálathoz vezetett, és újjáélesztette a nyilvános vitát az igazságszolgáltatás függetlenségéről és minőségéről.
A törvényt megszegő és korrupcióban részt vevő tisztviselők ellen általában büntetőeljárás indul, ez azonban gyakran hosszú időt vesz igénybe. A 2010-es években számos korrupcióellenes bírósági eljárás indult a kabinet miniszterei és más magas rangú tisztviselők ellen. A legkiemelkedőbb példa Ivo Sanader volt miniszterelnök elleni vádemelés. Bírósági eljárása azonban egy évtizede tart, az elsőfokú ítéleteket később hatályon kívül helyezte, majd felülvizsgálta a Legfelsőbb Bíróság és az Alkotmánybíróság. Az a tény, hogy a magas rangú, magas rangú tisztviselőket érintő korrupciós ügyek ilyen sokáig tartanak, és ritkán születnek végleges ítélet, erősen befolyásolja a közvélemény igazságszolgáltatásba vetett bizalmát és a jogállamiság méltányos alkalmazását.
A Szervezett Bűnözés és Korrupció Elleni Iroda (USKOK) az elmúlt években javított munkáján, az Állami Ügyészség (DORH) pedig növelte az ilyen ügyek vádemelési sebességét és mennyiségét. A DORH által készített vádiratok azonban gyakran terjedelmesek, több ezer oldalnyi bizonyítékot tartalmaznak, ami negatívan befolyásolja az ilyen ügyek bíróságok általi hatékony kezelését. Emellett a tisztviselők jogvédői rendszeresen élnek a joghézagokkal az elsőfokú ítéletek fellebbezése vagy a bírósági ügyek teljes felülvizsgálata érdekében.

### Emberi jogok
Az emberi jogokat a horvát alkotmány 14-től a 69-ig paragrafusig tartó szakasza határozza meg. Az országban számos civil szervezet működik, továbbá a kormánynak is van egy külön emberi jogi hivatala és külön ombudsmanok alakultak az emberi jogok, a nemek közötti egyenlőség, a gyerekek és a fogyatékkal élők érdekeinek biztosítására. A Tuđman-korszakban Horvátország megítélése az emberi jogok tekintetében kedvezőtlenebb volt, mint napjainkban: 1991-től 1999-ig a Freedom House csak részben szabad országok között tartotta számon Horvátországot.
A Freedom Speech szerint az Európai Unióban Horvátországban a leggyakoribb, hogy újságírókat rágalmazási perek formájában akarnak elhallgattatni. Ritkán előfordul erőszakos fellépés is újságírókkal és riporterekkel szemben.
Az európai migrációs válság kapcsán is több bírálat érte a horvát hatóságokat az érkezőkkel szembeni bánásmód miatt. Ugyancsak bírálatok érték az országot a romákat érő diszkrimináció és fizikai erőszak miatt. Nem ritka a cigányok megkülönböztetése lakhatás, munkavállalás és egészségügyi ellátás terén. Egy 2013-as kutatás szerint az ország lakosságának mintegy 44%-a előítéletes a cigányokkal szemben.

### Külkapcsolatok
2016 januárjáig az alábbi országok nem ismerték el az ország függetlenségét: Bahama-szigetek, Burundi, Bhután, Dzsibuti, Dél-Szudán, Kiribati, Libéria, Marshall-szigetek, Niger, Ruanda, Szomália, Közép-Afrikai Köztársaság, Szváziföld, Saint Kitts és Nevis, Tonga és Tuvalu.

### Közigazgatási beosztás
Az ország huszonegy megyére van felosztva.

### Védelmi rendszer
- Horvát Köztársaság Honvédelmi Minisztérium (Ministarstvo obrane Republike Hrvatske – MORH)
- Horvát Hadsereg (Hrvatska Vojska – HV)
  - Horvát Légierő (Hrvatsko Ratno Zrakoplovstvo – HRZ)
  - Horvát Haditengerészet (Hrvatska Ratna Mornarica – HRM)
  - Horvát Szárazföldi Hadsereg (Hrvatska Kopnena Vojska – HKoV)

## Népesség

Horvátországi népsűrűségi térképe (2011)

### Általános adatok

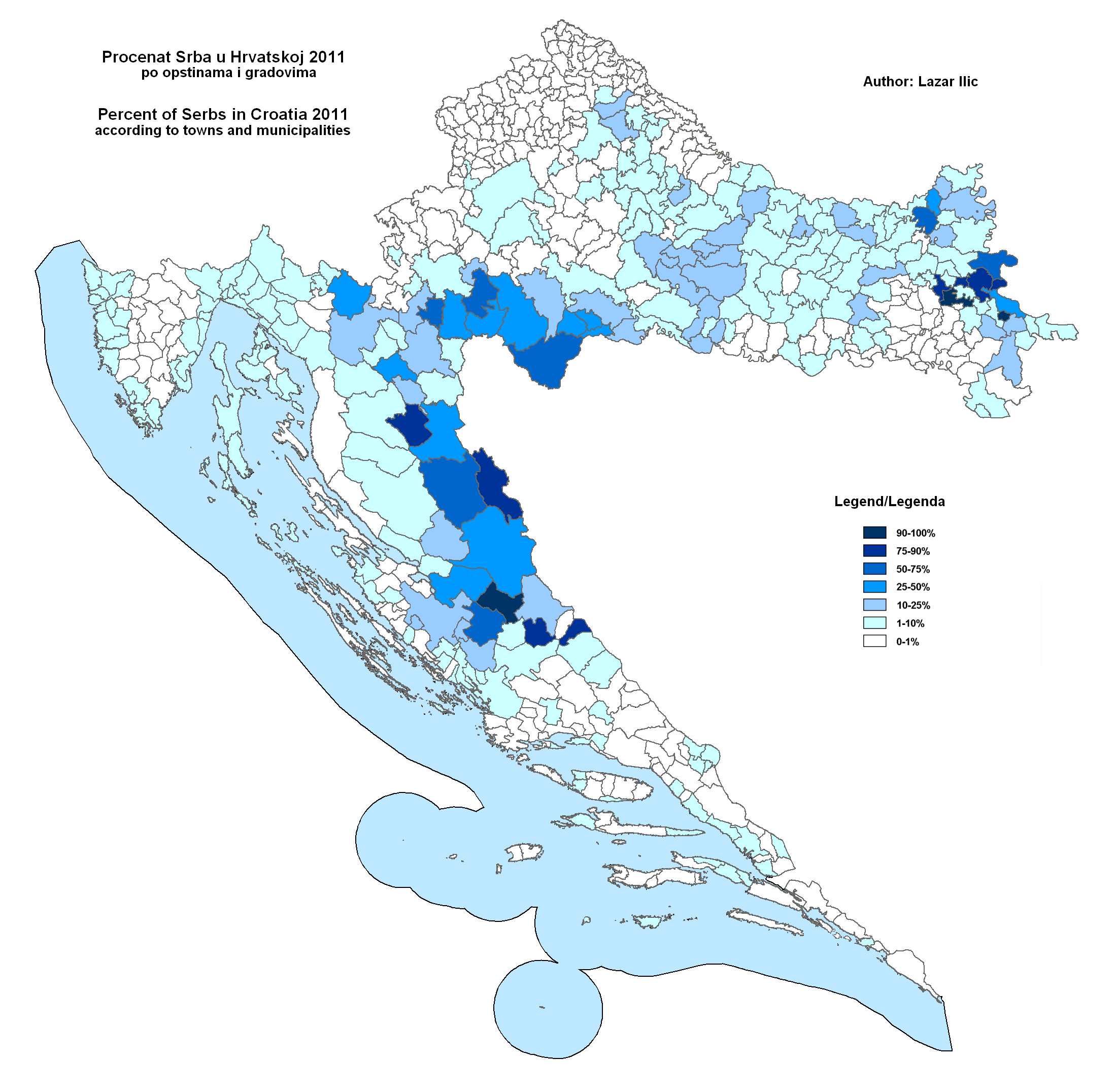
A horvátországi szerbek etnikai térképe (2011)

- 2021-es népszámlálás szerint az ország lakossága 3 871 833 fő, amelyből 1,86 millió férfi (48,17%) és mintegy 2,0 millió nő.[21]

Legsűrűbben lakott területei: Muraköz (166 fő/km²), Zágráb környéke, az Adria partján Dubrovnik, Split, Zára és Fiume vidéke.
- Születéskor várható élettartam: férfiak 71 év, nők 78,5 év (2006).
- Városi lakosság aránya (2017): 60% [22]

### Népességének változása
| Lakosok száma | 4 784 265 | 4 492 049 | 4 284 889 | 3 871 833 |
|               | 1991      | 2001      | 2011      | 2021      |

Népességének változása 1960 és 2020 között:

| Év   | Népesség (millióban) | Népsűrűség (fő/km²) |
| ---- | -------------------- | ------------------- |
| 1960 | 4,2 M                | 75                  |
| 1970 | 4,4 M                | 79                  |
| 1980 | 4,6 M                | 82                  |
| 1990 | 4,8 M                | 85                  |
| 2000 | 4,4 M                | 79                  |
| 2010 | 4,3 M                | 77                  |
| 2020 | 4,1 M                | 73                  |

### Legnépesebb települések

Vallásosság a 2011-es felméréskor

### Nyelv
A hivatalos nyelv a horvát, amely a lakosság 95-96 %-nak az anyanyelve.
A latin írásrendszert használják. Lásd még: horvát ábécé.

### Etnikai megoszlás
Etnikai csoportok 2001-ben: horvátok 89,7%, szerbek 4,5%. További népcsoportok: bosnyákok, magyarok (a 2001. évi népszámlálás során 16 595 fő volt), szlovének, csehek, olaszok, albánok és cigányok.
A 2011-es népszámlálás szerint az országban 3 874 321 horvát, 186 633 szerb, 31 479 bosnyák, 17 807 olasz, 17 513 albán, 16 975 roma, 14 048 magyar, 10 517 szlovén, 9641 cseh él.

### Vallási megoszlás
A horvátok többsége a római katolikus egyház híve, míg a szerbek a szerb ortodox egyház követői. Ezen kívül még kisebb számban protestánsok és muszlimok is élnek az országban. A református egyház két részre oszlik: a horvát és magyarajkú hívek három külön szervezetbe tömörülnek, bár egyikük az anglikán egyház kebelén belül működik mint protestáns felekezet. Az egykori Jugoszláviai Református Keresztyén Egyház horvátországi jogutódja a Horvátországi Magyar Református Keresztyén Egyház.
Római katolikus 86-88%, ortodox kb. 4,4%, muszlim 1,3-1,5%, egyéb, illetve nem válaszolt ~ 8%.

## Gazdaság

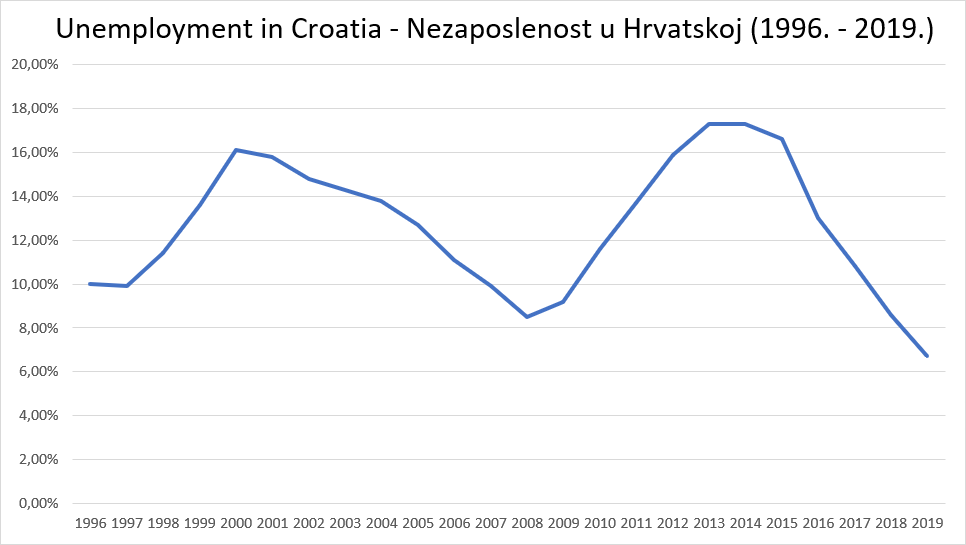
A munkanélküliség változása (százalékban) 1996–2019 között

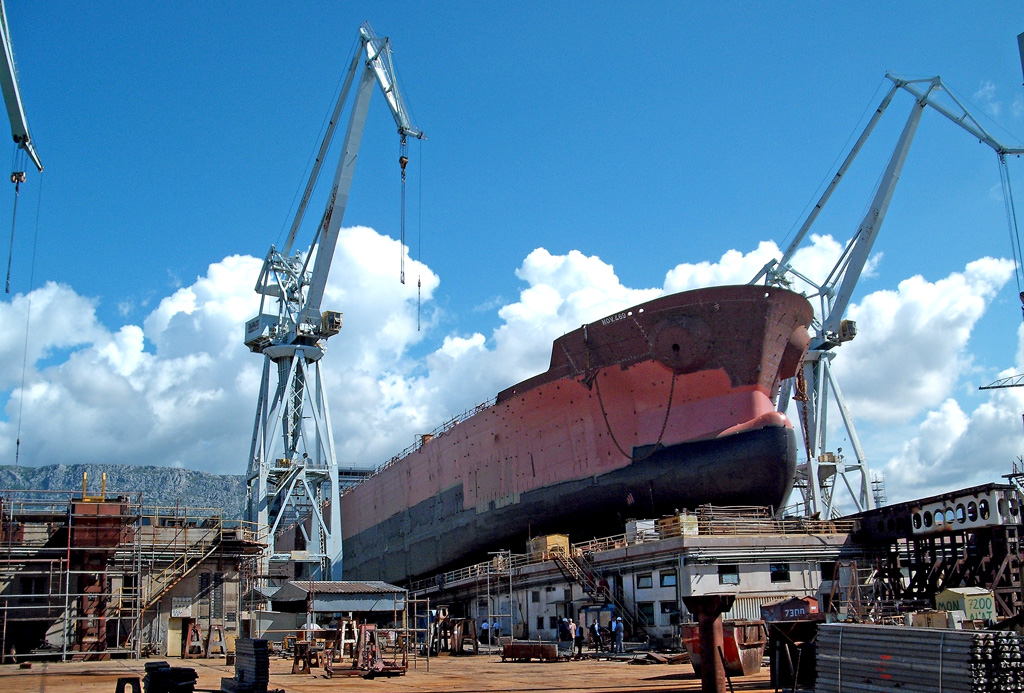
Hajógyártás

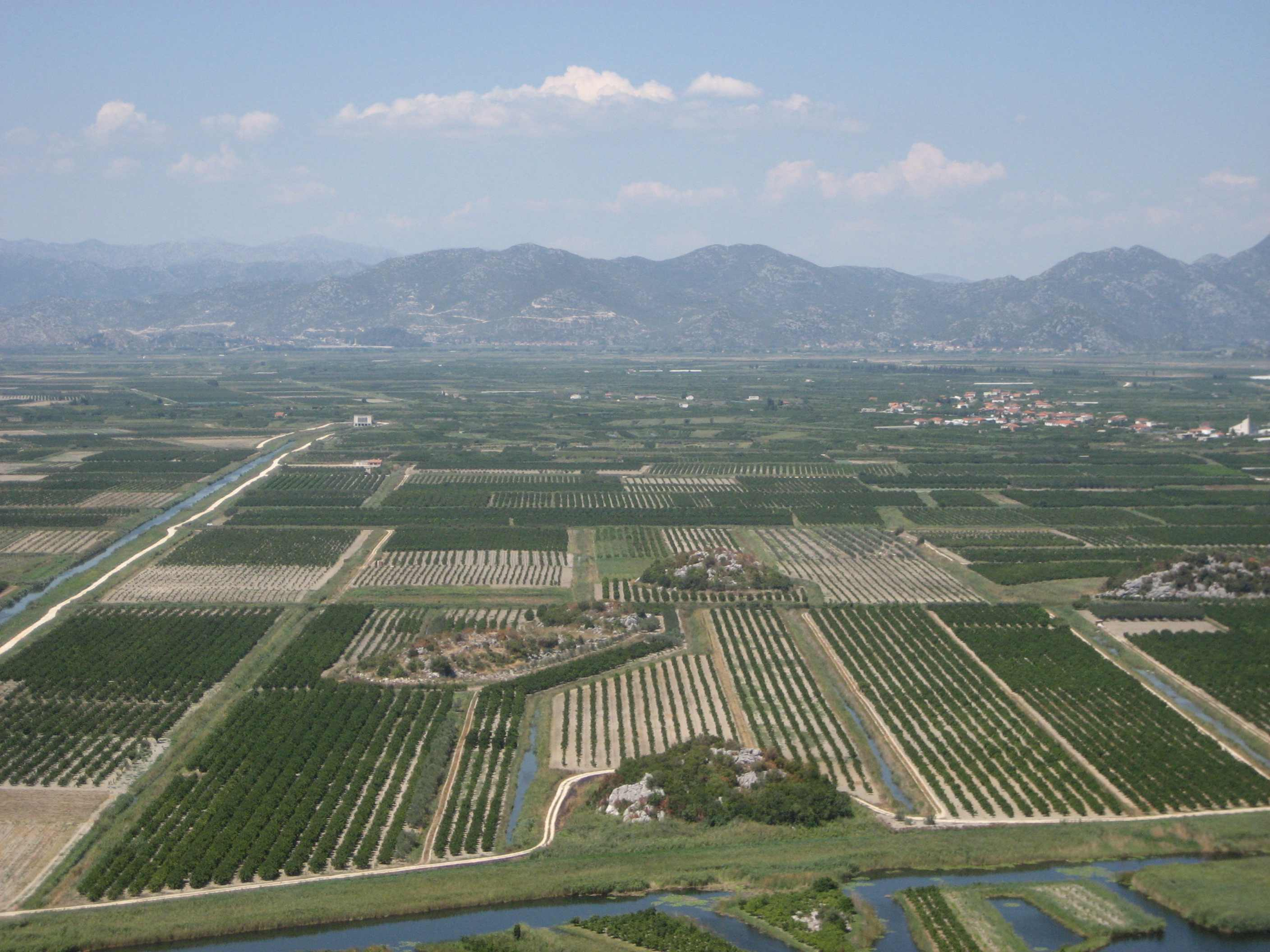
Mandarinültetvény a Neretva torkolatánál

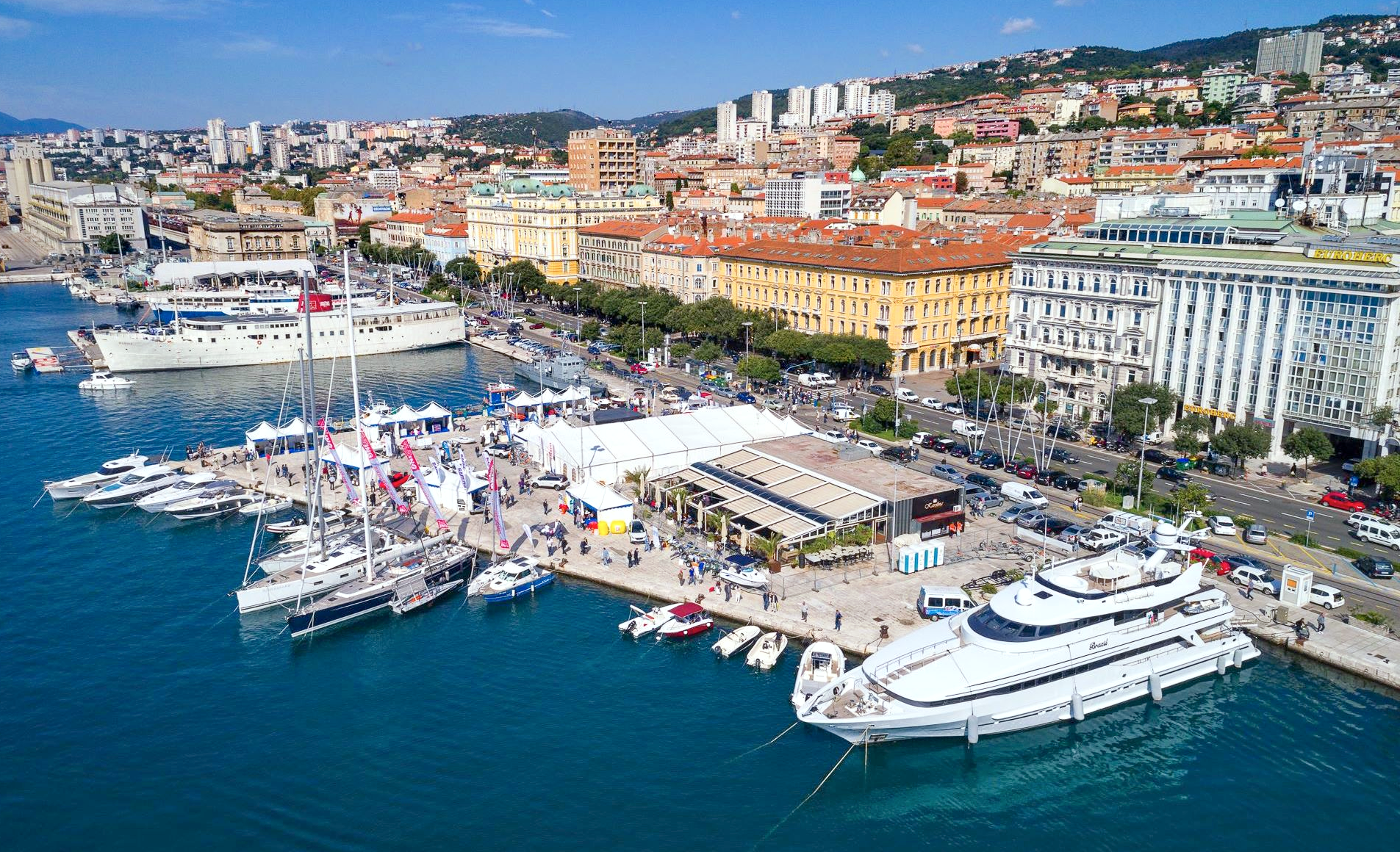
Fiume

Horvátország Szlovéniával együtt az egykori Jugoszlávia hat tagköztársaságának gazdaságilag legjobban fejlett régiói közé tartozott. Az 1980-as évek végén becslések szerint Jugoszlávia nemzeti össztermékének 25%-a innen származott.
1990-ben 500 állami vállalat ment csődbe, 1991-ben a termelés az előző évihez képest 12% csökkenést mutatott. A délszláv háború kitörésekor, 1991 júniusában kezdődött a horvát gazdaság eredményeinek csökkenése. A balkáni háború által okozott anyagi kár az országban a becslések szerint meghaladta a 20 milliárd USD összeget.
2015 elején egy újabb válság elé tekintett az ország. A márciusi hitelfelvétel után az államháztartás hiánya a GDP 90%-a fölé ugrott. A 4 millió lakos közül csak 1,3 milliónak volt munkája. 2016 végére a munkanélküliség 10,9%-ra csökkent. 2019 júniusára ez az érték tovább csökkent 7,2%-ra, majd 2024 nyarára 4,8%-ra.
2020 júliusában Horvátország csatlakozott az európai árfolyam-mechanizmushoz, így megnyílt a lehetőség, hogy két éven belül bevezetheti az eurót. A horvát parlament 2022. májusában elfogadta az euró bevezetéséről szóló törvényt. Az Európai Unió Tanácsának júliusi döntése után, 2023. január 1-től az ország hivatalosan bevezette az eurót.
2024-re megelőzte Magyarországot az egy főre eső GDP-ben, nominális és vásárlóerő-paritás értéken számolva is.
| ország / év  | 2019   | 2020   | 2021   | 2022   | 2023   | 2024   |
| ------------ | ------ | ------ | ------ | ------ | ------ | ------ |
| Horvátország | 15 566 | 14 798 | 17 802 | 18 480 | 21 870 | 23 994 |
| Magyarország | 17 003 | 16 356 | 18 991 | 18 556 | 22 302 | 23 272 |

| ország / év  | 2020   | 2021   | 2022   | 2023   | 2024   |
| ------------ | ------ | ------ | ------ | ------ | ------ |
| Horvátország | 32 500 | 36 900 | 39 900 | 41 100 | 42 630 |
| Magyarország | 36 100 | 38 900 | 40 700 | 40 400 | 40 700 |

| ország / év  | 2019 | 2020 | 2021 | 2022 | 2023 | 2024 | 2025 előrejelzés | 2019–2025 átlag |
| ------------ | ---- | ---- | ---- | ---- | ---- | ---- | ---------------- | --------------- |
| Horvátország | 3,4  | −8,6 | 13,8 | 6,3  | 2,8  | 3,9  | 3,2              | 3,54            |
| Magyarország | 4,8  | −4,5 | 7,1  | 4,5  | −0,9 | 0,5  | 0,8              | 1,76            |

### Gazdasági ágazatok
A 2020-as években a gazdaság vezető ágazata a szolgáltatás, s ezen belül is az turizmus és a közlekedés (szállítmányozás).

#### Mezőgazdaság
A területnek közel kétharmad részét hasznosítja a mezőgazdaság. Mindenekelőtt a Száva-Dráva-köze áll intenzív hasznosítás alatt. Legfontosabb terményei: cukorrépa, burgonya, búza, kukorica. Ahol a klíma megengedi, lehetőség nyílik a bortermelésre és a gyümölcstermesztésre is, leginkább az Isztriai-félszigeten. A déli parti területeken megterem a dohány és a citrusfélék. A legkeresettebb horvát mezőgazdasági termékek a bor, az olívaolaj és a levendula. Az állattenyésztésben főleg a szarvasmarha, a birka és a sertés tenyésztésére koncentrálnak. Az adriai parthoz közeli vizek mentén meghatározó bevételi forrást jelent a halászat.[forrás?]

#### Ipar
Horvátország területe ásványkincsekben nem szűkölködik. A háború kitörése előtt, 1991-ben a legnagyobb munkaadó-szektor volt a bányászat. Fontos ásványkincsei: kőolaj, földgáz, feketekőszén, barnakőszén, bauxit, rézérc, kaolin. Néhány helyen előfordul a kalcium, a cink és a só, így grafitot és gipszet is előállítanak. Fiume a kereskedelem és a hajógyártás mellett az Adria-kőolajvezetéknek köszönhetően egyben a kőolaj-finomítás egyik központja is. (A többi Sziszek és Zágráb.) A legnagyobb horvát kőolajipari cég az INA. Legfontosabb üzemei a kőolajfinomítók, a vas- és acélgyárak, a hajógyárak, és a vegyipari üzemek. Fontos termékei az élelmiszeripari termékek, gépek, cement, beton, fémáruk és textilipari termékei. A bányászat néhány éve hanyatlásnak indult. Az ipari üzemek közül 1991 után a háborúban sok megsemmisült vagy károkat szenvedett és a helyreállítás jelentős anyagi ráfordítást igényel, így ez néhány területen még hátravan.[forrás?]

#### Turizmus
Az 1980-as években a jugoszláviai horvát tagköztársaság adta az ország idegenforgalmi bevételének 80%-át. A Délszláv háború idején ugyan súlyos veszteségeket szenvedett, de a hosszú adriai tengerpart idővel visszanyerte vonzerejét. Az európai uniós csatlakozást követően is a turizmus maradt a legfontosabb nemzetgazdasági ágazat: 2015-ben a GDP 24,7%-át, a (közvetlen és közvetett) foglalkoztatás 23%-át adta, 2023-ra pedig 25,8 százalékot ért el. Az idegenforgalom erősen szezonális: a külföldiek 75%-a jellemzően a júniustól szeptemberig tartó nyári főszezonban érkezik az országba. Közeli elhelyezkedése miatt a magyarok körében is kedvelt úti cél.
Az ország idegenforgalmi területei a következők: Isztria, Kvarner-öböl, Dalmácia (Zárai régió, Šibeniki régió, Spliti régió, Dubrovniki régió), Közép-Horvátország, Zágráb, Szlavónia és a Drávaszög.
Az Isztria turisztikai szempontból az ország legfejlettebb régiója, legfontosabb centrumai a félsziget nyugati partján fekszenek. Tizenegy jachtkikötő üzemel rajta. Az Adria legnagyobb félszigete, partjának hossza 445 km.
Dalmácia tengerparti sávjában 2001-től rekordmértékűvé vált az idegenforgalom. Minden évben több mint 10 millió turista látogatja. A legtöbben Németországból, Szlovéniából, Ausztriából és Csehországból érkeznek és átlagosan 4,9 napot töltenek el Horvátországban.

#### Külkereskedelem
Az 1990-es évek közepétől áruexportja jelentősen nőtt, 2017-ben 16,45 milliárd USD, az importé 22,34 milliárd USD.
Fő termékek:
- Export: Kb. 70%-át a gépgyártás és a vegyipar, valamint a textilipar és az élelmiszeripar teszi ki.[forrás?]
- Import: gépek, szállító- és elektromos berendezések; vegyi anyagok, üzemanyag és kenőanyagok; élelmiszerek

Vezető külkereskedelmi partnerei 2017-ben :
- Export:  Olaszország 13,4%,  Németország 12,2%,  Szlovénia 10,6%, Bosznia és Hercegovina 9,8%, Ausztria 6,2%, Szerbia 4,8%
- Import:  Németország 15,7%,  Olaszország 12,9%,  Szlovénia 10,7%, Magyarország 7,5%, Ausztria 7,5%

## Közlekedés

### Közút
Kedvező közlekedésföldrajzi helyzete révén hatalmas tranzitforgalmat bonyolít le. 2011-ben a közúthálózat hossza 29 410 km.
A horvát közlekedési szabályok hasonlítanak a magyaréhoz. Jobbra tartás van, a sebességhatárok is megegyeznek a magyaréval.

### Vasút
Horvátország vasúthálózata normál nyomtávolságú, 2722 km hosszúságú, melyből 980 km villamosított. Nemzeti vasúttársasága a Hrvatske željeznice.

### Vízi közlekedés
Legfőbb kikötői :
- Rijeka (HRRJK), főleg a külföldi befektetések révén jelentős infrastrukturális beruházások történtek.
- Split (HRSPU)

Egyéb, jelentős kikötők: Omišalj, Ploče, Šibenik, Dubrovnik, Dugi Rat, Póla, Zára.

### Légi közlekedés
Legfontosabb reptere a Zágráb-Franjo Tuđman repülőtér. Egyéb, nemzetközi forgalmú repterek: Split, Dubrovnik, Zadar, Pula, Rijeka (Krk szigetén), Osijek, Bol és Mali Lošinj.

## Média

### Rádió-televízió
A horvát állami televízió és rádiószolgáltató a Hrvatska radiotelevizija (HRT). A televíziót és rádiót műholdról is foghatjuk. Az ország állami rádióállomásaira (amik jórészt Magyarországon is foghatók) jellemző, hogy színvonaluk az EU-ban megszokotthoz képest rendkívül alacsony, műsorstruktúrájuk elavult, ezzel együtt hallgatottságuk is - a vételkörzetet figyelembe véve, meglehetősen kicsi, ez főleg a kereskedelmi rádiók megjelenésével szinte nullára csökkent. Megújításukra voltak különböző kísérletek, mégsem valósultak meg. Egyéb rádiók: Otvoreni radio (ez az országosan leghallgatottabb), Narodni radio (2022-től bravo!, korábban csak horvát zenét játszott, a névváltással azonban nemzetközivé vált).
2004 óta az RTL Csoport is jelen van az országban, az RTL Televizija, az RTL II. és még néhány másik csatorna üzemeltetői. A másik népszerű magántelevízió a Nova TV. Ezenfelül még több helyi televízió is van: Z1, OTV, NeT.
Filmstúdiója a Jadran Film, amely a második világháború óta készíti a filmeket.

### Újságok
Napilapok: 24 sata, Jutarnji list, Novi list, Slobodna Dalmacija, Večernji list, Vjesnik.
Hetilapok: Feral Tribune, Fokus, Glas Koncila, Globus, Hrvatski list, Hrvatsko slovo, Imperijal, Nacional.

### Telekommunikáció
| Hívójel prefix | 9A |
| ITU zóna       | 28 |
| CQ zóna        | 15 |

## Kultúra

### Oktatási rendszer
Horvátországban a gyermekek 8 éves kortól iskolakötelesek. Az országban 61 felsőfokú intézmény van, a legismertebbek:
| Egyetem neve                    | alapítási év | hallgatók száma (fő) |
| ------------------------------- | ------------ | -------------------- |
| Zágrábi Egyetem                 | 1669         | 52 600               |
| Rijekai Egyetem                 | 1973         | 16 450               |
| Spliti Egyetem                  | 1974         | 24 000               |
| Josip Juraj Strossmayer Egyetem | 1975         | 7500                 |
| Zadari Egyetem                  | 2003         | 5000                 |
| Dubrovniki Egyetem              | 2003         | 2600                 |

## Sport
Két sportágban nagyon kiemelkedő Horvátország: kézilabda és síelés. A férfi kézilabdások olimpiai bajnokok, illetve Janica Kostelić síelőnő is olimpiai, illetve világbajnok. Jók még vízilabdában, illetve futballban is.
Híres sportolók még: Blanka Vlašič, Dražen Petrović, Krešimir Ćosić, Mirko Filipović, Goran Ivanišević, Davor Šuker, Zvonimir Boban, Robert Jarni, Dado Pršo, Eduardo da Silva, Niko Kranjčar, Ivano Balić, Mirza Džomba, Igor Vori, Ivan Ljubičić, Marin Čilić, Ivica Olić, Mladen Petrić, Luka Modrić, Mario Mandžukić, Toni Kukoč.

### Olimpia
Az ország eddig hét aranyérmet nyert a játékok során. A nyári olimpián a kézilabda, a téli olimpián pedig az alpesisí a legeredményesebb sportág a horvát sportolók körében.
- Bővebben: Horvátország az olimpiai játékokon

### Labdarúgás
A horvát labdarúgó-válogatott eddigi legnagyobb eredménye a 2018-as labdarúgó-világbajnokságon elért ezüstérme, valamint 1998-ból és 2022-ből egy-egy bronzérem.
A 2008-as és 2016-os Európa Bajnokságon a nyolcad döntőig jutottak, ahol előbbiben Törökország, az utóbbiban pedig Portugália ütötte ki.
A leghíresebb focicsapataik a Dinamo Zagreb és a Hajduk Split.
Horvát első osztályú focicsapatok: Dinamo Zagreb, Hajduk Split, NK Rijeka, HNK Cibalia (Vinkovci), HNK Sibenik, NK Zadar, NK Inter Zapresic, NK Varteks Varazdin, NK Osijek, Slaven Belupo (Kapronca), NK Zagreb, Croatia Sesvete

### Kosárlabda
A horvát férfi és női kosárlabda válogatott egyaránt kiemelkedően eredményes a világversenyeken. A férfiak 1992-ben ezüstérmesek lettek a Barcelónai olimpián ahol a NBA sztárokkal felálló Egyesült Államok győzte le. 1994-es VB-n bronzérmes, 1995-Eb-n pedig szintén bronzérmesek lettek. Leghíresebb kosárlabdázóik: Dražen Petrović, Dino Radja, Toni Kukoć. A hölgyek is rendszeres résztvevői az Európa Bajnokságoknak, illetve a 2012-es Londoni olimpiára is kijutottak ahol 10-ik helyezettek lettek.

### Kézilabda
A horvát férfi kézilabda válogatott az egyik legsikeresebb nemzeti csapat a világon kézilabdában. Szinte minden világversenyen ott vannak, és eredményesek, egyedül a 2000-es Sydney olimpiáról maradtak le. Az 1996-os és 2004-es olimpián aranyérmesek lett, valamint a 2012-es Londoni olimpián bronzérmes lett. Legismertebb játékosaik, Ivano Balić, Domagoj Duvnjak, Igor Karačić, Luka Stepančić, Luka Cindrić. A hölgyek kevésbé sikeresek, de Európa Bajnokságok nagy részén ott vannak. Legnagyobb sikerük a 2020-as Eb-n megszerzett bronzérem.

### Vízilabda
A horvát férfi vízilabda válogatott szintén sikeres a sportág világversenyein, a 2012-es londoni nyári olimpiai játékokon aranyérmes lett, az 1996-os és 2016-os nyári olimpiai játékokon pedig ezüstérmesek lettek. A 2022-es, hazai rendezésű Eb-n arany-, a 2024-es, szintén hazai rendezésű Eb-n ezüstérmesek lettek. A hölgyek kevésbé sikeresek.

### Röplabda
A horvát női röplabda válogatott az 1995-es, 1997-es, 1999-es Eb-n ezüst érmet szerzett. Világbajnokságokon négyszer 1998-ban, 2010-ben, és 2014-ben és 2022-ben szerepelt. Olimpián 2000-ben voltak. A férfi válogatott egyszer volt világbajnokságon 2002-ben, Eb-n pedig ötször 2005-ben, 2007-ben, 2015-ben, 2021-ben és 2023-ban.

### Jégkorong
Válogatott szinten nem sikeresek, de klub szinten igen. A Medveščak Zagreb 2013 és 2017 között rendszeres résztvevő volt a KHL-ben (Orosz jégkorong liga).

## Ünnepek
Hivatalos ünnepnapok az országban:
| Dátum                 | Név                                      | Helyi név                                                       | Megjegyzés                                                                          |
| --------------------- | ---------------------------------------- | --------------------------------------------------------------- | ----------------------------------------------------------------------------------- |
| Január 1.             | Újév                                     | Nova Godina                                                     |                                                                                     |
| Január 6.             | Vízkereszt                               | Bogojavljenje, Sveta tri kralja                                 |                                                                                     |
| változó               | Húsvét és Húsvéthétfő                    | Uskrs i uskrsni ponedjeljak                                     |                                                                                     |
| Május 1.              | Munka ünnepe                             | Međunarodni praznik rada                                        |                                                                                     |
| 60 nappal húsvét után | Úrnapja                                  | Tijelovo                                                        |                                                                                     |
| Június 22.            | Antifasiszta küzdelem napja              | Dan antifašističke borbe                                        | A horvát antifasiszta partizánok felkelése a német és az olasz megszálló erők ellen |
| Június 25.            | Az államiság napja                       | Dan državnosti                                                  | 1991 - függetlenség                                                                 |
| Augusztus 5.          | A Hálaadás Napja és a horvát hősök napja | Dan pobjede i domovinske zahvalnosti i Dan hrvatskih branitelja |                                                                                     |
| Augusztus 15.         | Mária mennybevétele                      | Velika Gospa                                                    | Nagyboldogasszony                                                                   |
| Október 8.            | Függetlenség Napja                       | Dan neovisnosti                                                 |                                                                                     |
| November 1.           | Mindenszentek                            | Dan svih svetih                                                 |                                                                                     |
| December 25.          | Karácsony                                | Božić                                                           |                                                                                     |
| December 26.          | Szent István ünnepe                      | Prvi dan po Božiću, Sveti Stjepan, Štefanje, Stipanje           | Szent István, az első keresztény mártír ünnepe                                      |

Az ortodox egyház hívei január 7-én ünneplik a karácsonyt, ez fizetett ünnepnap.